# Aristida acuta
Aristida acuta är en gräsart som beskrevs av Stanley Thatcher Blake. Aristida acuta ingår i släktet Aristida och familjen gräs.
Artens utbredningsområde är Queensland. Inga underarter finns listade i Catalogue of Life.